# Przegląd Kościelny
Przegląd Kościelny. Pismo Miesięczne Poświęcone Nauce i Sprawom Kościoła Katolickiego – pismo katolickie, wydawane przez Księgarnię św. Wojciecha w Poznaniu w latach od 1880 do 1907. Redaktorem byli księża Władysław Jaskulski i Stanisław Okoniewski.